# Psitàcids
Els psitàcids són una família d'ocells que va ser considerada l'única que componia l'ordre dels psitaciformes (amb unes 365 espècies) en algunes classificacions. Més tard, però, van ser separades les cacatues i els lloros de Nova Zelanda en les seves pròpies famílies, i van quedar els psitàcids reduïts a unes 348 espècies.
En època més propera, van ser separats la major part de les espècies del Vell Món a la seua pròpia família dels Psitacúlids (Psittaculidae) seguint Joseph et al 2012

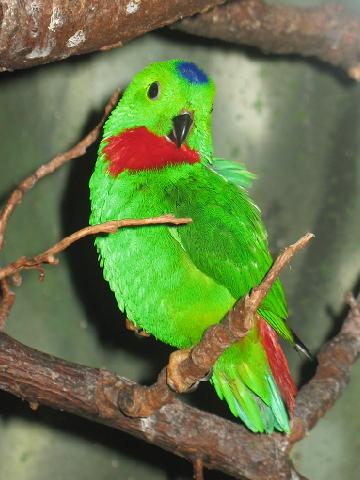
Loriculus galgulus

## Reproducció
La major part de les espècies d'aquesta família són monògames.

## Alimentació
Mengen llavors fonamentalment, però n'hi ha espècies que també inclouen fruits, fulles i insectes en llur dieta.

## Distribució geogràfica
Viuen a la llarga d'ambdues Amèriques i les illes del Carib i també a la zona afrotròpica.

## Espècies aclimatades als Països Catalans
Algunes psitàcides que crien en llibertat a les nostres ciutats (totes espècies invasores a partir d'individus escapats de la captivitat):
- Cotorra argentina (Myiopsitta monachus)
- Cotorra de Kramer (Psittacula krameri)
- Aratinga nandai (Nandayus nenday)
- Aratinga de cap blau (Aratinga acuticaudata)
- Aratinga mitrada (Aratinga mitrata)
- Aratinga de màscara roja (Aratinga erythrogenys)
- Cotorra de la Patagònia (Cyanoliseus patagonus)

## Taxonomia
Els psitàcids, actualment, es consideren classificats en dues subfamílies:
- Subfamília dels Psitacins (Psittacinae) amb dos gèneres i 12 espècies.
- Subfamília dels Arins (Arinae), amb 34 gèneres (un extint) i 181 espècies (5 extintes)